# Elección para gobernador de Virginia de 2025
La elección para gobernador de Virginia de 2025 se realizarán el 4 de noviembre de 2025 para elegir a la 75.° gobernadora de Virginia. El actual gobernador republicano Glenn Youngkin no es elegible para postularse a la reelección, ya que la Constitución de Virginia prohíbe a los gobernadores del estado cumplir mandatos consecutivos.
La exrepresentante estadounidense Abigail Spanberger es la candidata demócrata, y la vicegobernadora Winsome Earle-Sears es la candidata republicana. Si es elegida, Earle-Sears se convertiría en la primera gobernadora negra en la historia de Estados Unidos. Tanto Spanberger como Earle-Sears ganaron las nominaciones de sus respectivos partidos sin oposición. Quien gane las elecciones generales será juramentado como la 75.º gobernadora de Virginia el 17 de enero de 2026. Esta es la primera elección para gobernador en Virginia donde los candidatos de los dos partidos principales son mujeres. Virginia es uno de los 18 estados que nunca ha tenido una gobernadora.
Esta es la única gobernación en manos republicanas que se elegirá en 2025. La demócrata Kamala Harris ganó el estado en las elecciones presidenciales de 2024 con un 5,8 % de apoyo. A pesar de esta victoria de los demócratas en Virginia durante una elección presidencial en la que todos los estados en disputa votaron por Donald Trump, los demócratas tuvieron un desempeño inferior en casi todas las contiendas principales celebradas durante esa elección el año anterior.
Los analistas políticos consideran la elección como un indicador de popularidad de la segunda presidencia de Donald Trump en el estado. Con excepción de 2013 (cuando un candidato de un tercer partido tuvo un buen desempeño), Virginia ha elegido a un gobernador del partido opuesto al presidente en ejercicio de los Estados Unidos en todas las elecciones desde 1977.